# Cementiri de Kúntsevo

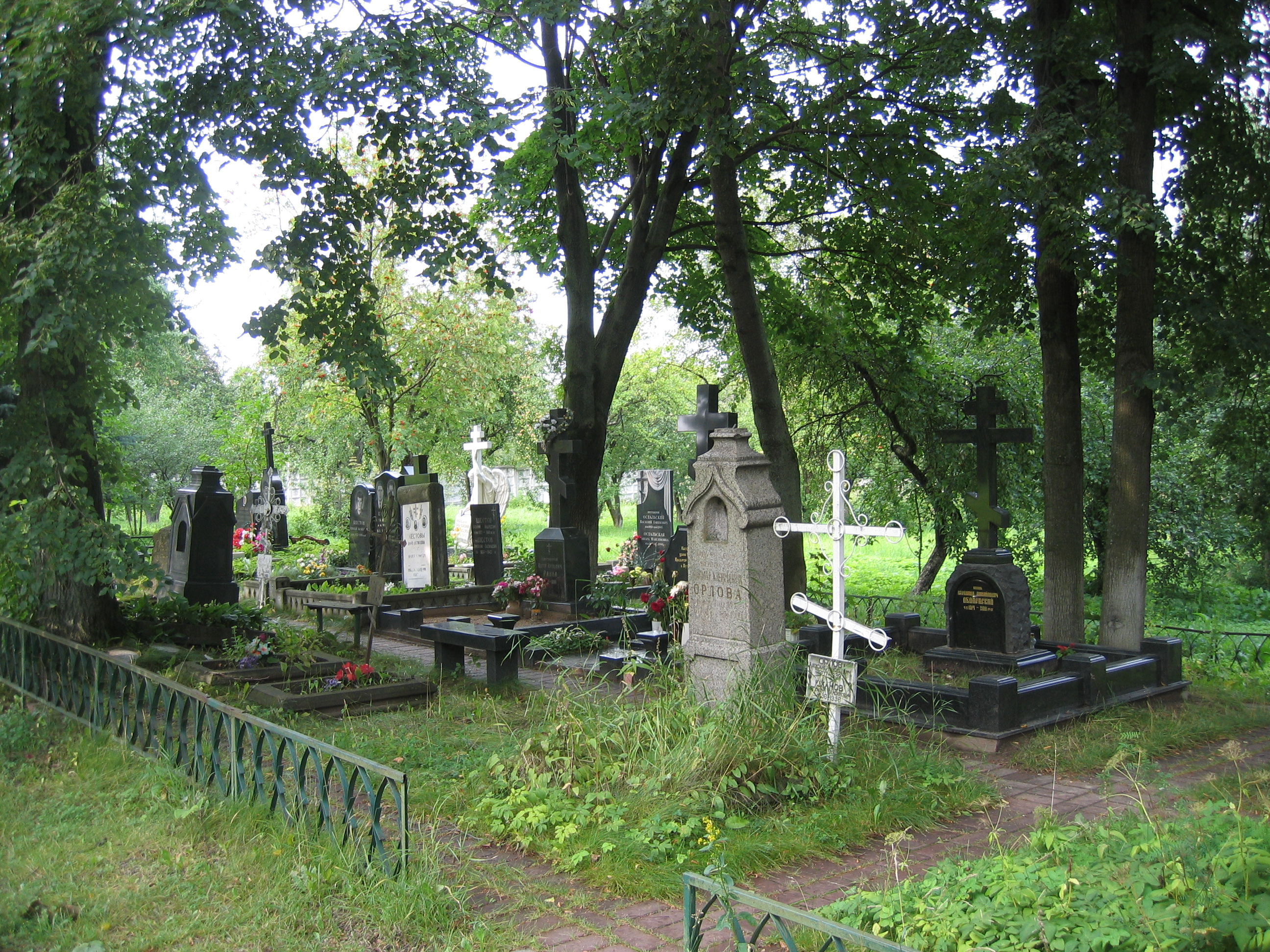
Tombes del segle XIX

El cementiri de Kúntsevo (rus: Ку́нцевское кла́дбище, Kúntsevskoie kládbisxe) és un cementiri del districte de Kúntsevo a la ciutat russa de Moscou. Està localitzat a la riba del riu Sétun, al sud de l'autopista de Mojaisk (la perllongació de l'Avinguda de Kutúzov). L'església local fou dedicada el 1673 per Artamon Matvéivev. El cementiri és una part administrativa del complex del cementiri de Novodévitxi.

## Personatges enterrats
- Gueorgui Malenkov, Premier de la Unió Soviètica
- Leonid Gaidai[2]
- Valeri Kharlàmov[2]
- Nadejda Mandelstam[2]
- Anatoli Ribakov[2]
- Iuri Trífonov[2]
- Iuri Vízbor[2]
- Mamuka Kikaleixvili[2]
- Larissa Xepitko[2]
- Trofim Lissenko[2]
- Liubov Sokolova[3] A 17th-century church

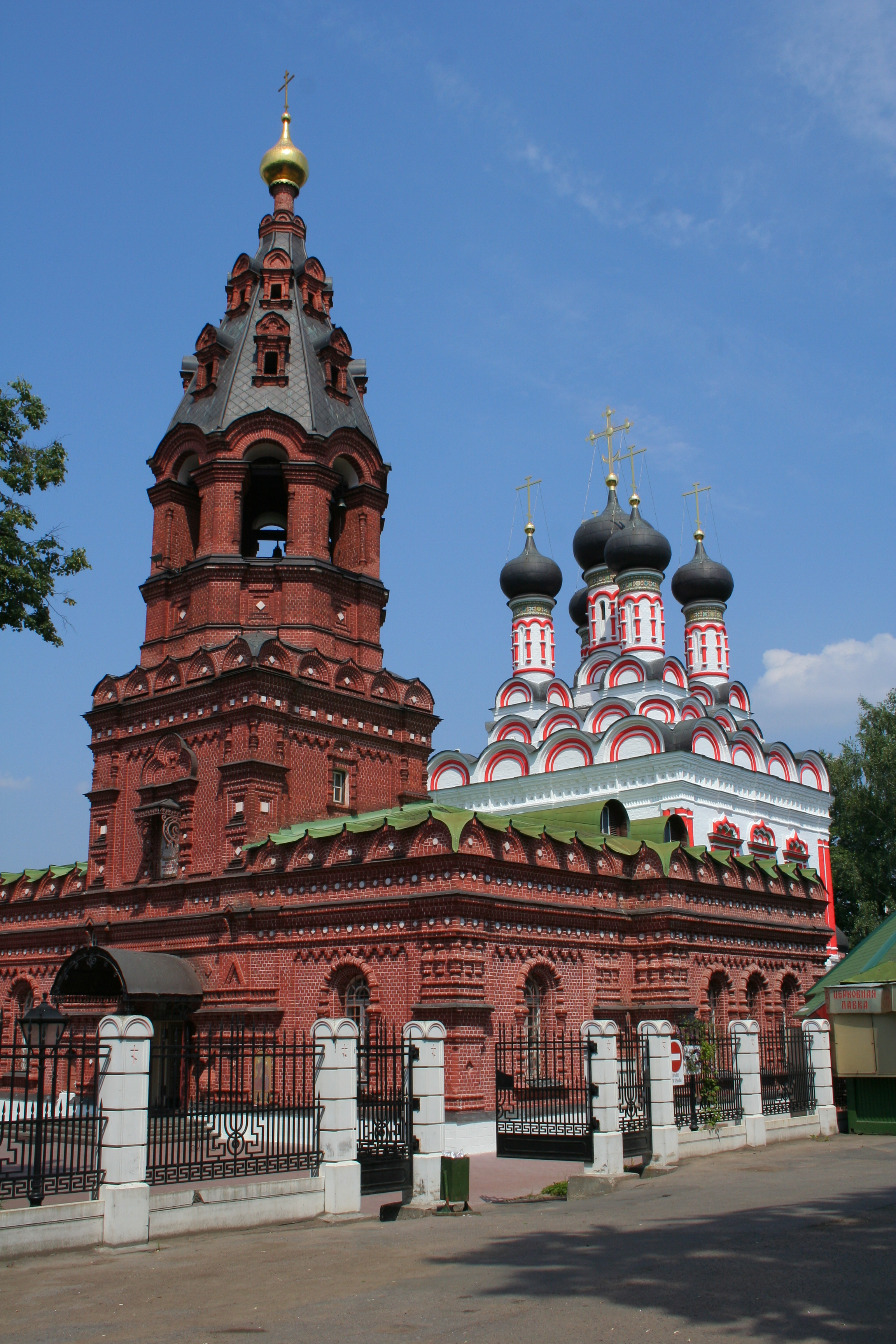
A 17th-century church

- Ramon Mercader, assassí de Lev Trotski
- Varlam Xalàmov, poeta i escriptor rus, supervivent del Gulag
- Kim Philby, doble agent anglès i soviètic[1]
- Paul Tatum[4]
- Iskhak Razzakov, líder del Partit Comunista, enterrat de nou al cementiri Ala Artxa, a Bixkek el 2000[5]
- Tatyana Tess (Tatyana Tass, Татьяна Тесс),[6] Escriptora, periodista i escenògrafa russa.
- Vsévolod Bobrov,[7]
- Glenn Michael Souther (aka Mikhaïl Ievguénievitx Orlov).[8] Espia a la Marina dels Estats Units d'Amèrica que va desertar a la Unió Soviètica[9][10]
- Morris Cohen, espia
- Lona Cohen, esposa de l'anterior, espia